# Lelów
Lelów [ˈlɛluf] (tiếng Yid: לעלוב - Lelov) là một ngôi làng thuộc huyện Częstochowa, Silesian Voivodeship, ở miền nam Ba Lan. Đó là khu vực hành chính của gmina (khu hành chính) được gọi là Gmina Lelów. Nó nằm trên sông Białka, khoảng 39 kilômét (24 mi) về phía đông của Częstochowa và 66 km (41 mi) về phía đông bắc của thủ phủ khu vực Katowice. Trong thời kỳ Vương quốc Ba Lan, Lelów là một trung tâm đô thị quan trọng của Lesser Poland, là thủ đô của một quận thuộc về Krakow Voivodeship. Ngôi làng có dân số 2.127 người.

## Lịch sử

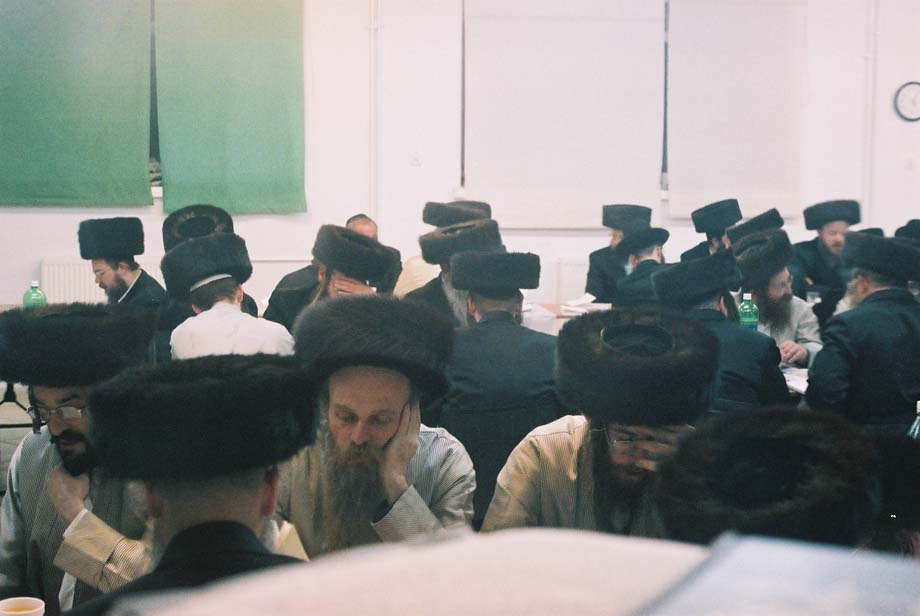
Người Do Thái Hasidic cầu nguyện trong hội đường

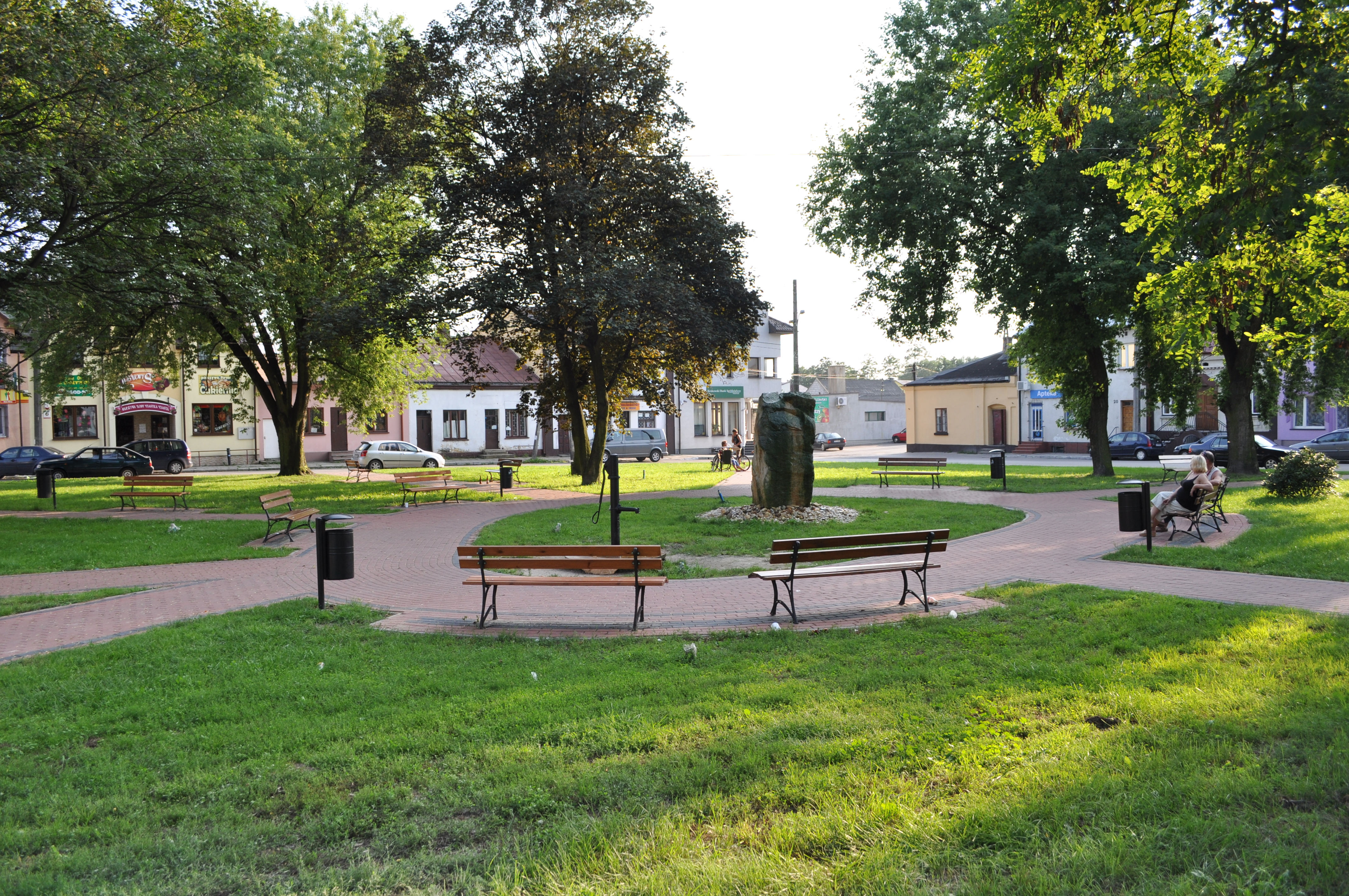
Quảng trường chợ

Vào thời kỳ đầu của Vương quốc Ba Lan, một lãnh địa được thành lập ở bờ sông Białka, trong một khu vực đầm lầy, nơi bảo vệ khỏi những kẻ xâm lược. Tài liệu đầu tiên đề cập đến Lelów xuất hiện vào năm 1193, trong một tài liệu do Giáo hoàng Celestine III ban hành. Năm 1246, trong thời kỳ được gọi là Phân vùng của Ba Lan (xem phân vùng Feudal), Hoàng tử Konrad I của Masovia đã khởi xướng xây dựng thị trấn, tại vị trí của lãnh địa cổ đại. Vào đầu thế kỷ 14, Lelów, lúc đó là tài sản của các Giám mục Kraków, đã bị bắt bởi các hiệp sĩ của Władysław I the Elbow-high. Thị trấn được điều khiển bởi quân đội Đức và Séc, trung thành với Đức cha Jan Muskata (xem thêm Cuộc nổi loạn của wójt Albert).
Vào thế kỷ 14, Lelów trở nên thịnh vượng, nhờ sự bảo vệ và đặc quyền của hoàng gia. Dân số của nó lên tới 1.200 người, và Vua Casimir III Đại đế đã xây dựng tại đây một lâu đài và bao quanh thị trấn bằng một bức tường phòng thủ. Lelów nằm gần biên giới với Silesia do Séc cai trị, và do đó, đóng một vai trò quan trọng trong hệ thống phòng thủ của Ba Lan. Năm 1341, Lelów nhận được quyền Magdeburg từ Vua Casimir, và trở thành một thị trấn huyện ở Kraków Voivodeship. Vào tháng 7 năm 1345, trong Chiến tranh Ba Lan-Bohemian, các đơn vị Séc đã bị đánh bại bởi người Ba Lan và các đồng minh Hungary của họ gần Lelów. Trong thế kỷ 15 và 16, Lelów vẫn là một trong những thị trấn quan trọng nhất của Ba Lan. Nó thường xuyên bị đốt cháy, nhưng đã tìm cách phục hồi và các nhà sản xuất vải địa phương đã nổi tiếng trên cả nước. Năm 1638, Lelów gần như bị thiêu rụi hoàn toàn trong một trận hỏa hoạn lớn, và sự hủy diệt tiếp theo được đưa ra bởi cuộc chiến Thụy Điển-Ba Lan, sau đó thị trấn không bao giờ phục hồi. Lelów một lần nữa bị phá hủy trong Đại chiến Bắc Âu, sau đó bức tường phòng thủ của nó bị kéo xuống.
Sau sự phân vùng của Ba Lan, Lelów thuộc về Vương quốc Phổ của tỉnh New Silesia (1793-1806). Kể từ năm 1815, đây là một phần của Quốc hội Ba Lan do Nga kiểm soát và sự suy giảm của nó vẫn tiếp tục. Quận Lelów đã không còn tồn tại vào năm 1837 và khu vực của thị trấn là một trong những trung tâm của cuộc nổi dậy tháng giêng. Năm 1827, Lelów có dân số 785, và năm 1825, Tu viện Saint Francis cổ đã bị phá hủy. Năm 1869, chính phủ Nga đã giảm Lelów xuống vị thế của một ngôi làng. Chiến tranh thế giới thứ nhất không gây ra thiệt hại đáng kể nào và tại Cộng hòa Ba Lan thứ hai, Lelów thuộc về Kielce Voivodeship. Vào ngày 4 tháng 9 năm 1939, trong cuộc xâm lược Ba Lan, Wehrmacht đã xâm chiếm và đốt cháy nhà thờ St. Martin thế kỷ 14, cùng với hầu hết ngôi làng. Sự hủy diệt hơn nữa diễn ra vào tháng 1/1945, khi những người lính Đức rút lui chiến đấu với Hồng quân tiến công. Nhà thờ được xây dựng lại sau chiến tranh, nhưng không có nhiều vật phẩm và đồ trang trí có giá trị.

## Danh lam thắng cảnh
Các điểm tham quan chính của làng bao gồm:
- Nhà thờ Công giáo St. Martin từ thế kỷ 14, được tu sửa vào năm 1638, với một tác phẩm điêu khắc Chúa Jesus bị đóng đinh được cứu khỏi lửa vào năm 1939 và một Nhà nguyện của Đức Chúa Trời,
- Mộ của Hasidic Tzadik David Biderman, được viếng thăm mỗi tháng một bởi những người hành hương Hasidic từ khắp nơi trên thế giới,[2]
- Một quảng trường chợ độc đáo ở châu Âu, với hai con đường nối quảng trường ở mỗi góc,
- Một điểm thu hút ẩm thực được gọi là ciulim (một từ Ba Lan không dịch được). Ciulim được nấu cho những dịp đặc biệt của gia đình (sinh nhật, ngày kỷ niệm, v.v.) và các ngày lễ lớn (Giáng sinh, Phục sinh, v.v.). Nó có liên quan đến các món ăn truyền thống của người Do Thái, cholent,
- trong quá khứ Lelów có một lâu đài theo kiến trúc Gô-tích, được thành lập bởi Vua Casimir III Đại đế. Lâu đài rơi vào một đống đổ nát vào thế kỷ 17, và bị phá hủy vào năm 1804-1805. Lelów cũng có một bức tường phòng thủ dài 1.000 mét làm bằng đá, được xây dựng vào thế kỷ 14, với một số cổng. Bức tường dần dần được kéo xuống vào năm 1848-1870. Tu viện Franciscan, được xây dựng vào năm 1357, đã bị phá hủy vào năm 1825.

## Đường sá
Những con đường chính đi qua Lelów là:
- Quốc lộ 46 (Kudowa - Jędrzejów)
- Đường số 794 (Koniecpol - Cracow)
- Đường số 789 (Lelów- Żarki)

## Thành phố chị em
- Allentown, Pennsylvania, quận lỵ của quận Lehigh